# Yamato-e

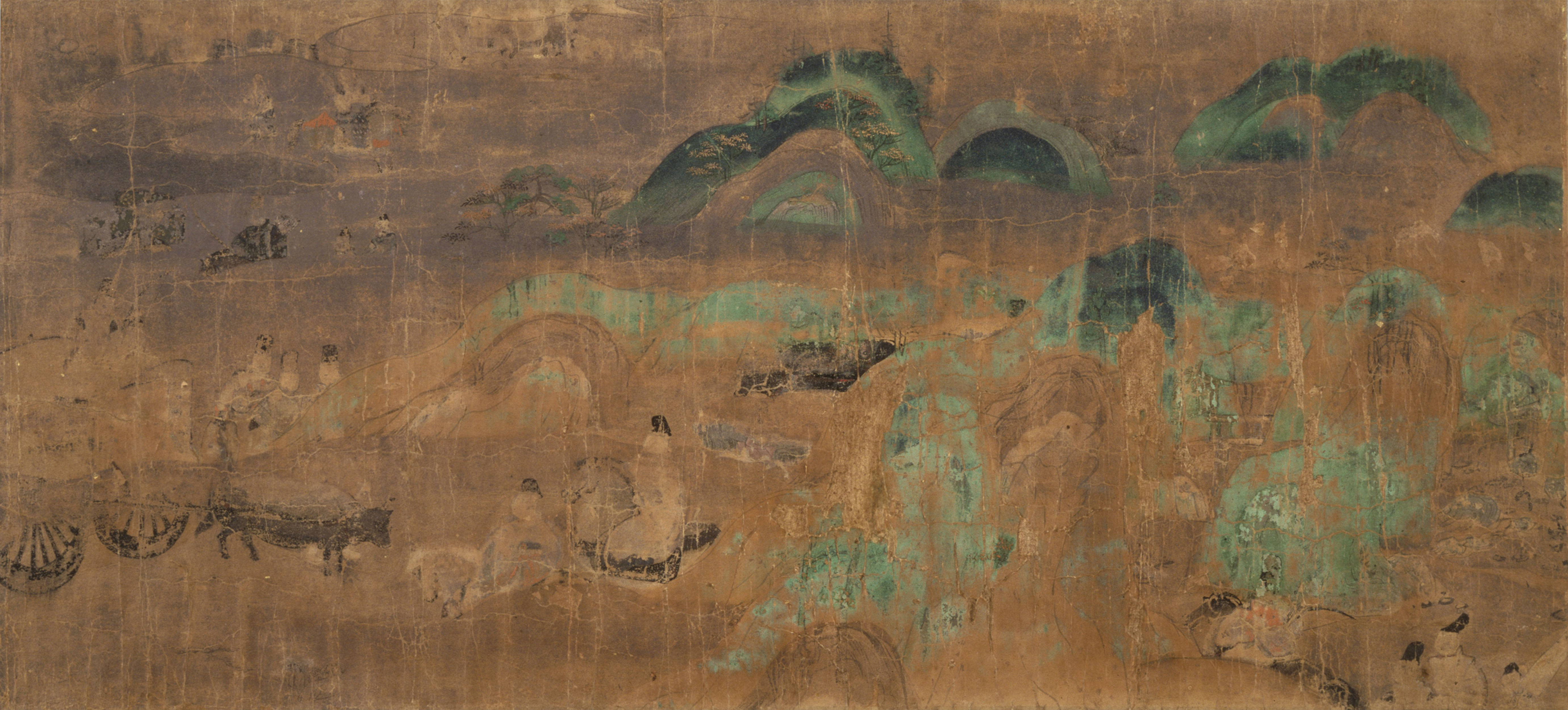
Emaki-Szene aus Die Geschichte des Prinzen Genji, 12. Jahrhundert

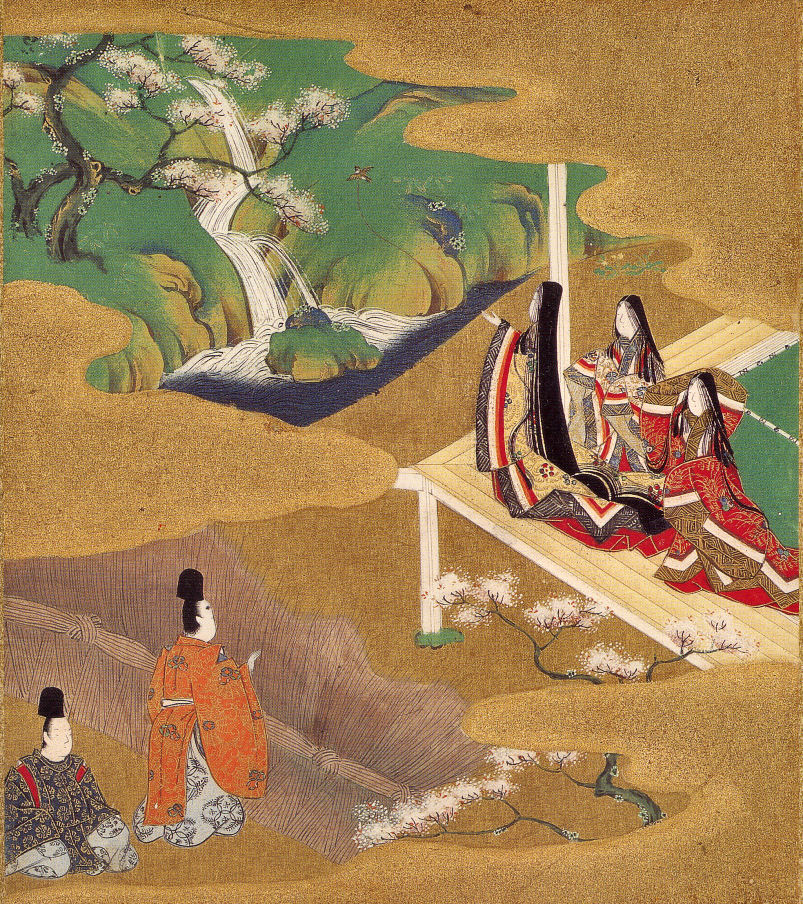
Szene aus Die Geschichte des Prinzen Genji nach Tosa Mitsuoki, 17. Jahrhundert

Yamato-e (jap. 大和絵) bezeichnet im engeren Sinne nur die Malerei der Heian-Zeit (9. bis 12. Jahrhundert), die ästhetisierende Kunst der frühmittelalterlichen Feudalzeit Japans. Seine zweite Blüte fand das Yamato-e aber in der Tosa-Schule des 13. Jahrhunderts und lässt sich von da an durch die ganze Geschichte der japanischen Kunst verfolgen.
Die Malerei des Yamato-e stand im Gegensatz zu Kara-e, der chinesischen Malerei, deren Ausübung ohne das Studium der klassischen chinesischen Vorbilder nicht möglich war.
Yamato-e gab es zuerst auf Stellschirmen (Byōbu) und auf papierbespannten Schiebewänden (Fusuma). Die Bildkunst auf ihnen war im Wesentlichen auf zwei Themenkreise beschränkt: auf Shiki-e und Meisho-e, also auf die Darstellung der vier Jahreszeiten mit den zugehörigen Festen und auf die Darstellung berühmter Stätten. Bei den Shiki-e stand die Natur, bei den Meisho-e das menschliche Geschehen im Vordergrund. Eine dritte Spielart des Yamato-e waren Bildrollen und Bildbücher (Emaki und Sōshi-e). Illustriert wurden Romane und Legenden, die berühmtesten Beispiele sind das Genji-Monogatari-Emaki, das Shigan-Engi-Emaki und das Ippen-Shonin-Eden.
Im Gegensatz zum strengen Sumi-e neigt das Yamato-e zu einer vielfachen Aneinanderreihung von Szenen, oft mit historischem Bezug, voller Geschehen und Menschen und ist damit in seiner Struktur dem japanischen Satzbau ähnlich. Das Yamato-e spiegelte in der Feudalzeit das Leben des Adels, in der Kamakura-Zeit die ruhmvollen Taten der Samurai und reicht in seinen heutigen Spielarten von der Darstellung des Hier und Jetzt in Japan bis hin zur farbenfrohen Abstraktion.